# Rhopaltriplasia
Rhopaltriplasia là một chi bướm đêm thuộc phân họ Olethreutinae, họ Tortricidae Tortricidae.

## Các loài
- Rhopaltriplasia anamilleta Diakonoff, 1973
- Rhopaltriplasia insignata Kuznetzov, 1997
- Rhopaltriplasia macrorhis Diakonoff, 1983
- Rhopaltriplasia spinalis Yu & Li, 2005
- Rhopaltriplasia trimelaena (Meyrick, 1922)